# 1656 en arts plastiques
| Années des arts plastiques : 1653 - 1654 - 1655 - 1656 - 1657 - 1658 - 1659    |
| Décennies des arts plastiques : 1620 - 1630 - 1640 - 1650 - 1660 - 1670 - 1680 |

Cette page concerne l'année 1656 en arts plastiques.

## Œuvres
- L'Entremetteuse, tableau de Johannes Vermeer.
- Les Ménines, huile sur toile de Diego Velásquez

## Naissances
- 2 mars : Jan Frans van Douven, peintre de portraits des Pays-Bas méridionaux († 1727),
- 9 avril : Francesco Trevisani, peintre rococo italien († 30 juillet 1746),
- 11 juin : Antonio Cifrondi, peintre italien († 30 octobre 1730),
- 10 octobre : Nicolas de Largillierre, peintre français († 20 mars 1746),
- 23 novembre : Jacob de Heusch, peintre néerlandais († 8 mai 1701),
- 29 novembre : Jan Vermeer van Haarlem le jeune,  peintre et graveur paysagiste néerlandais († 28 mai 1705),
- ? :
  - Giovanni Antonio Burrini, peintre italien de l'école de Bologne († 1727),
  - Johannes Gottlieb Glauber, peintre néerlandais († 1703),
  - Andrea Porta, peintre italien de la période baroque († 5 avril 1723),
  - Willem Wissing, peintre portaitiste hollandais  († 10 septembre 1687).

## Décès
- février : Gerrit Claesz. Bleker, peintre et dessinateur néerlandais (° vers 1592 ou 1593),
- 27 avril :
  - Jan Van Goyen, peintre néerlandais (° 13 janvier 1596),
  - Gerrit van Honthorst, peintre néerlandais (° 4 novembre 1590),
- 29 avril : Baccio del Bianco, peintre, ingénieur, scénographe et architecte italien (° 4 octobre 1604),
- 17 mai : Dirck Hals, peintre néerlandais (° 1591),
- 16 septembre : Jacob Jansz van Velsen, peintre néerlandais (° vers 1597),
- 28 décembre : Laurent de La Hyre, peintre français (° 27 février 1606),
- ? :
  - Guido Ubaldo Abbatini, peintre baroque italien (° vers 1600),
  - Pietro Afesa, peintre italien (° 1579),
  - Agostino Beltrano, peintre italien de l'école napolitaine (° 1607),
  - Remigio Cantagallina, peintre et graveur italien (° 1582 ou 1583),
  - Nicolas Chaperon, peintre, dessinateur et graveur français (° 19 octobre 1612),
  - Francisco Collantes, peintre d'histoire, de compositions religieuses, de paysages, de natures mortes et de fleurs espagnol (° 1599).